# Otto Meinardus
Otto Meinardus (* 4. Mai 1854 in Jever; † 24. Mai 1918 in Bad Kissingen, Unterfranken) war ein deutscher Historiker, Archivar und Herausgeber.

## Leben

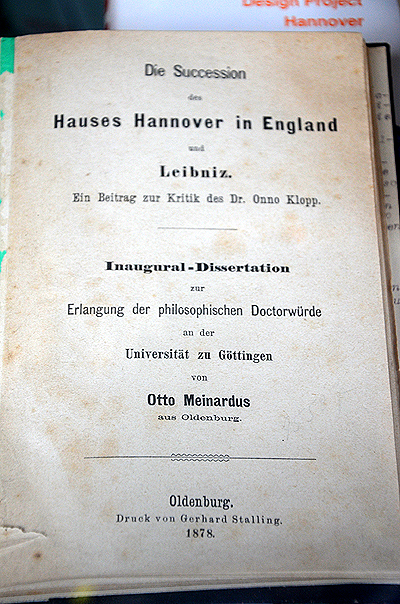
Inaugural-Dissertation des Oldenburgers von 1878 zur Rolle von Leibniz und der Personalunion zwischen Großbritannien und Hannover

Während seines Studiums wurde Meinardus im Jahr 1874 Mitglied der Burschenschaft Germania Jena. Zum Abschluss seiner Hochschul-Studien publizierte der damalige Oldenburger Otto Meinardus 1878 seine bei Gerhard Stalling gedruckte „Inaugural-Dissertation zur Erlangung der philosophischen Doctorwürde an der Universität Göttingen“, in der er sich unter dem Titel „Die Succession des Hauses Hannover in England und Leibniz [als ...] Beitrag zur Kritik des Dr. Onno Klopp“ mit dem Zustandekommen der Personalunion zwischen Großbritannien und Hannover durch die Aktivitäten Leibniz auseinandersetzte.
Meinardus trat 1885 im Geheimen Staatsarchiv in Berlin in den preußischen Staatsdienst ein. Zum 1. Oktober 1894 wurde er an das Staatsarchiv Wiesbaden versetzt. In Wiesbaden war er der entscheidende Impulsgeber für die Gründung der Historischen Kommission für Nassau. Im Juli 1900 wechselte er nach Danzig. Zwei Jahre zuvor war entschieden worden, das Staatsarchiv Westpreußens in Danzig anzusiedeln und Meinardus war als kommissarischer Leiter mit der Einrichtung dieses Archivs beauftragt, das am 1. April 1901 eröffnet und bis 1912 von Max Bär geleitet wurde.
Später war Meinardus Archivar in Breslau (Niederschlesien).

## Werke
Die von Konrad Wutke verfasste Biografie (siehe Literatur) enthält ein dreiseitiges Schriftenverzeichnis mit 41 Positionen (Seiten 26–28).